# Mária Geržová
Mária Geržová (ur. 8 września 1820 w Bańskiej Szczawnicy, zm. 22 maja 1899 tamże) – bohaterka poematu Marina Andreja Sládkoviča, słowackiego poety okresu romantyzmu.

## Życiorys
Maria nazywana Mariną była córką kupca, garbarza, właściciela kilku domów i miejskiego radnego Pavla Pischla. Uważano ją za najpiękniejszą dziewczynę w mieście. Miała zdolności plastyczne, interesowała się literaturą, geografią, ekonomią i filozofią. Z tej ostatniej dziedziny korepetycji udzielał jej 19-letni uczeń miejscowego ewangelickiego liceum, Andrej Braxatoris, bardziej znany pod nazwiskiem Sládkovič. Korepetycjami zarabiał na naukę i życie, a do domu Pischlów trafił jako korepetytor młodszego brata Mariny. Młodzi zakochali się w sobie i zaręczyli, gdy Andrej wyjeżdżał na studia do Bratysławy. Po dwóch latach wyruszył do Halle, aby studiować tam teologię i filozofię. Tymczasem matka Mariny, która w międzyczasie owdowiała, znalazła jej innego kandydata na męża, piernikarza Juraja. Marina napisała do Andreja, a gdy ten odpisał, że nie ma zamiaru na razie się żenić, w maju 1845 roku wyszła za mąż. Urodziła pięcioro dzieci, z których przeżyło tylko dwóch synów: Jan i Karol. Karol wyjechał do Bratysławy i zginął, gdy wrócił do Bańskiej Szczawnicy po śmierci matki. Jan dwukrotnie się żenił, ale pierwsza żona i dwaj synowie zmarli na szkarlatynę, a z drugą żoną się rozwiódł. Po śmierci męża, a potem syna Jana Marina zamknęła się w sobie, tracąc kontakt z rzeczywistością. Zmarła w ubóstwie i została pochowana na miejscowym cmentarzu w grobie rodzinnym.

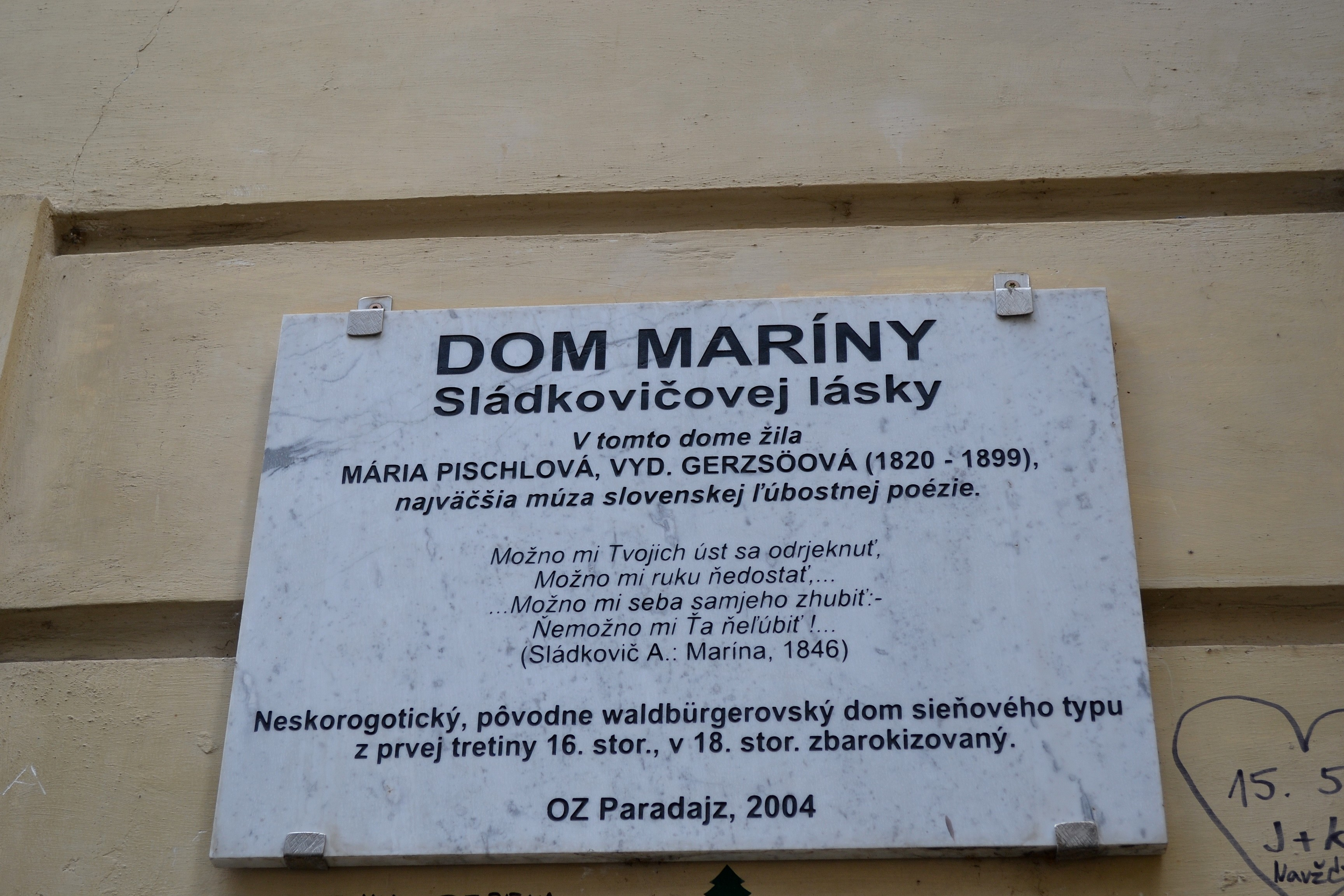
Tablica umieszczona na domu Márii Geržovej w Bańskiej Szczawnicy z cytatem z Mariny Andreja Sládkoviča

## Upamiętnienie
- 16 grudnia 2017 roku w domu Márii Geržovej w Bańskiej Szczawnicy zostało otwarte muzeum „Dom Mariny”, noszące też nazwę „Epicentrum Miłości” (słow. Epicentrum lásky)[2]. Można tam zobaczyć wydania poematu i jego tłumaczenia na inne języki, faksymile oryginału, który jest przechowany w Słowackiej Bibliotece Narodowej, oraz bank miłości, w którym zakochani mogą po uiszczeniu opłaty przechowywać swoje wspólne pamiątki[3].
- W 2004 roku na domu, w którym mieszkała, została umieszczona pamiątkowa tablica[4].
- W 1845 roku Andrej Sládkovič, słowacki poeta romantyczny, napisał poemat miłosny Maryna, której bohaterką jest Maria Pischlova. Został on opublikowany w 1846 roku[5]. Jest uważany za jeden z najpiękniejszych poematów miłosnych i porównywany z Romeem i Julią Szekspira[6].